# 물리화학

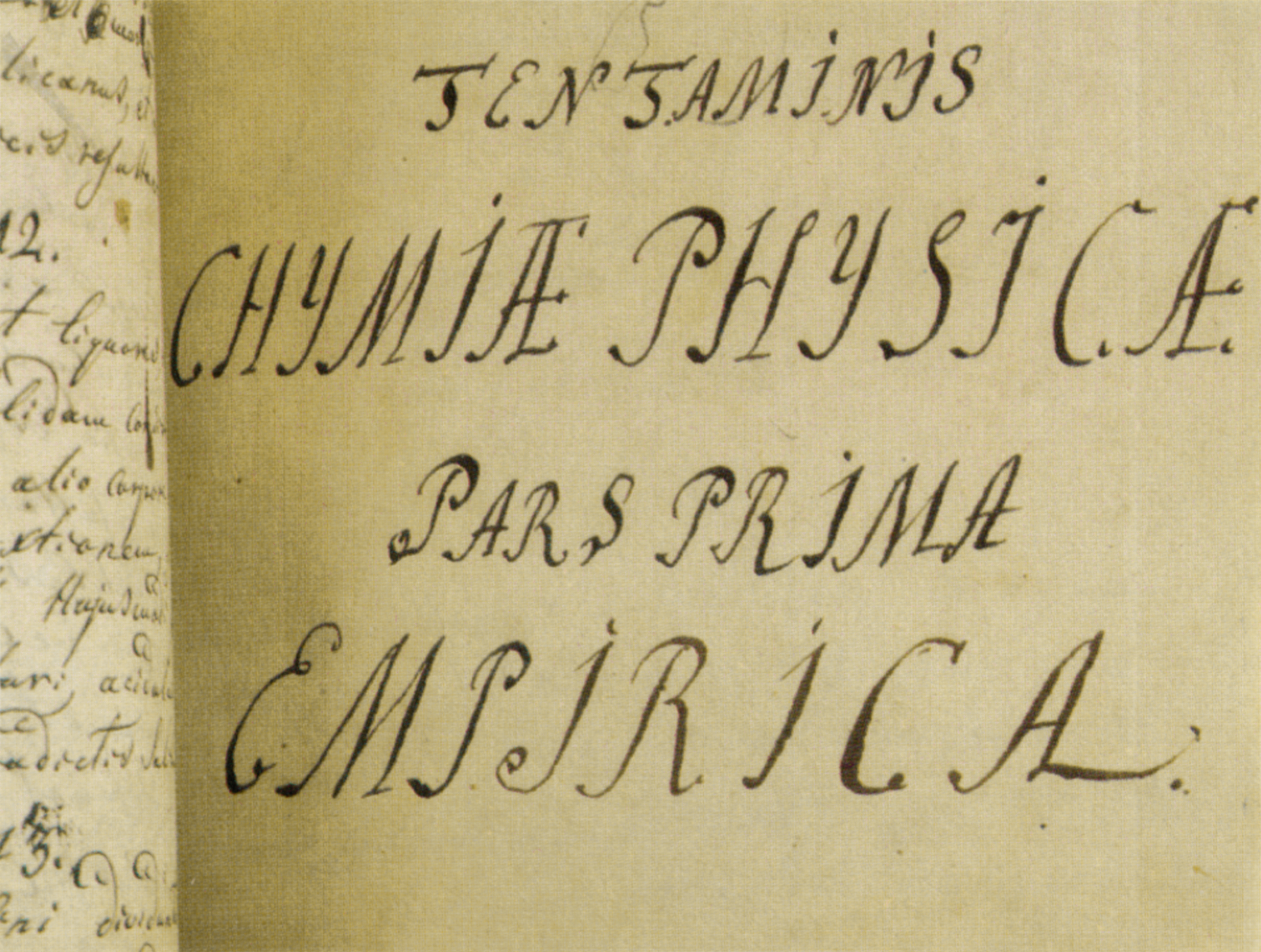

물리화학(物理化學)은 화학연구 중 화학과정을 질량·운동·열·전기·복사와 같은 물질의 물리적 성질로 해석하는 분야로 계면화학·고체화학·반응속도론·복사화학·양자화학·열역학·입체화학·핵화학이 있다.

## 분야
- 계면화학: 화학물질의 표면 특성을 연구
- 고체화학: 고체의 조성뿐 아니라 고체의 내부와 고체 사이에서 일어나는 변화를 연구
- 반응속도론: 화학반응의 속도를 연구
- 복사화학: 고[高]에너지를 가진 복사가 물질에 미치는 영향을 연구
- 양자화학: 분자 속에서 전자의 분포를 분석하고, 분자의 화학적 행동을 전자 구조로 설명하는 분야
- 열역학: 화학반응에서 일어나는 에너지 변화를 다루고, 온도와 압력이 화학반응에 어떤 영향을 미치는지 연구
- 입체화학: 분자 속 원자의 배열 상태를 연구하고, 그러한 배열 때문에 생기는 성질을 연구
- 핵화학: 원자핵반응을 연구하는 데 화학기술을 이용

## 같이 보기
- 분류:물리화학자